# Kent Karlsson (konstnär)

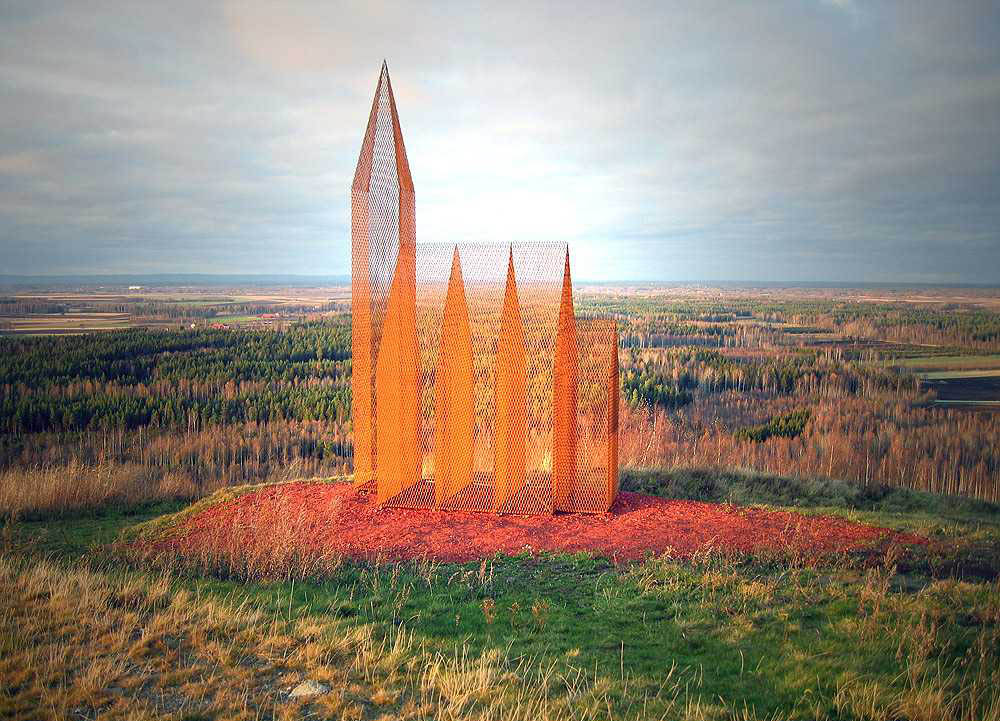
Absit Omen i Konst på Hög

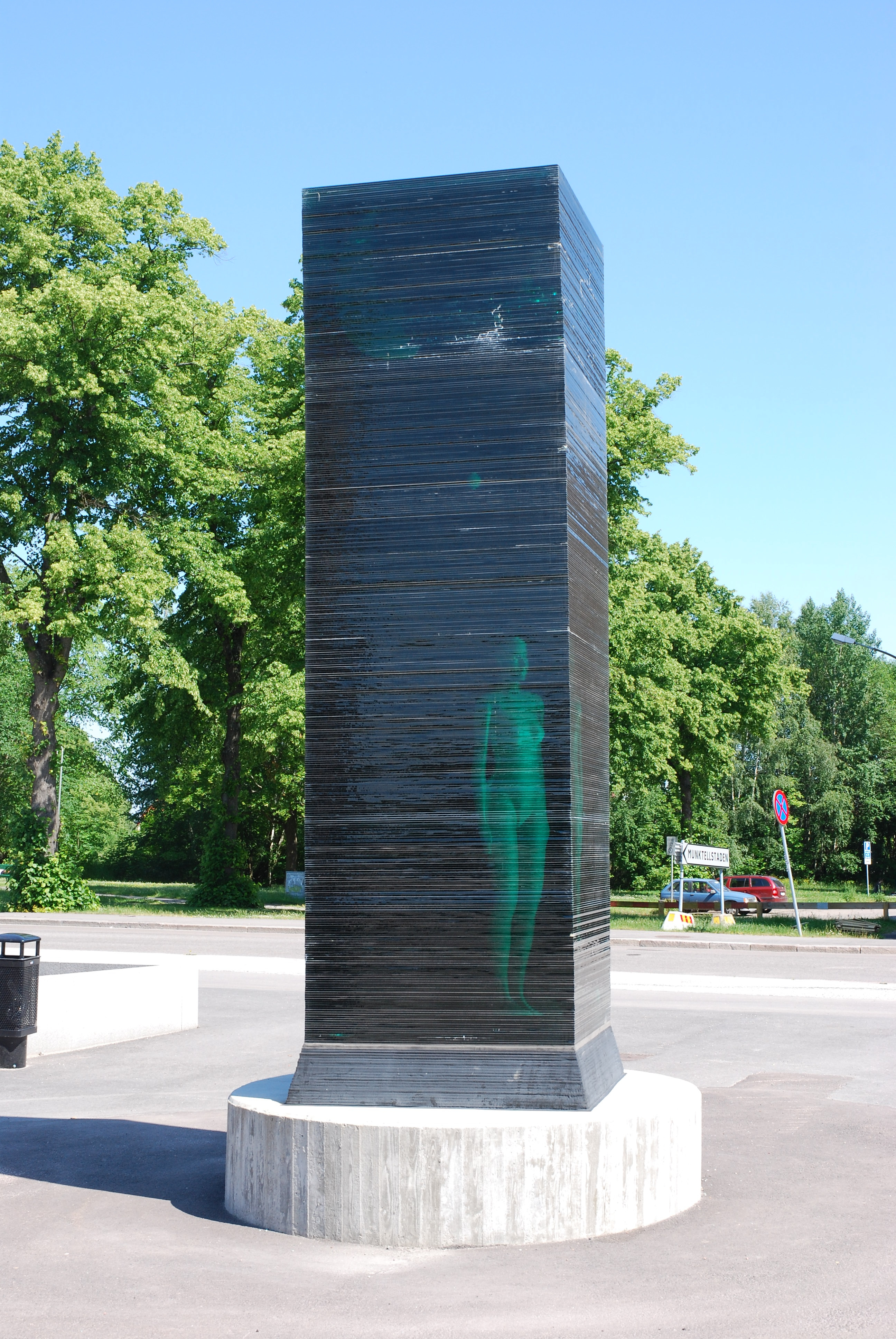
Hemligheten, utanför Eskilstuna Konstmuseum

Kent Karlsson, född 1945 i Göteborg, är en svensk målare och skulptör.
Kent Karlsson utbildade sig på Konstindustriskolan i Göteborg 1964-69, Konsthögskolan Valand i Göteborg 1975–1980 och på Kungliga Konsthögskolan i Stockholm 1978–1979. Han var professor i måleri vid Konsthögskolan Valand, Göteborgs universitet 1991–1997 och gästprofessor vid Tokaiuniversitetet i Japan 1995–1996.

## Offentliga arbeten i urval
- Lorem Ipsum, Stadsbiblioteket, Göteborg, 2014
- Albino Aid, Trollhättans konsthall, Trollhättan, 2014
- Rabbit Aid, Omvänd ordning, Dagen efter, Stortorget, Örebro, 2013
- Syster kanin, Burkuggla, Förändrad ordning, Åbräddens äldreboende, Helsingborg, 2013
- Änglaspel, Talltullen, Katrineholm, 2013
- Boogie & Woogie Spot, Lövösgårdens äldreboende, Katrineholm, 2013
- Olika leka bäst, Fagerhults förskola , Hindås, 2012
- Fabler i badet, Sundsta badhus, Karlstad, 2011
- Signaler, Annedal, Stockholm, 2011
- Spel, Barchmanns plats, Eriksberg, Göteborg 2010
- Mörker, väx morgondag, Bastionsplatsen, Göteborg 2009
- EKG för Kråkor och Sångfåglar, Sahlgrenska sjukhuset, Göteborg, 2009
- Signaler, stålstolpar, Lönnebergaparken i Annedal, Stockholm, 2011
- Hemligheten, glas, Eskilstuna konstmuseum, Eskilstuna, 2007
- Bua framtid, Hamnen, Bua, 2007
- Babuscka, Baby & Buddha, Christian Berner AB, Mölnlycke, 2006
- Maluma & Takete, Volvo AB, Göteborg, 2006
- Dubbelgångare, Bergs slussar, Berg, Linköpings kommun
- Tempel för tvivel och hopp, Lindholmen, Göteborg, 2004
- Fågel, fisk eller mittemellan, Kärraskolan, Hisings Kärra, Göteborg, 2004
- För barnen, Bankeryds skola, Bankeryd, 2004
- Månsten & Droppe, Umeå universitet, Umeå, 2004
- Absit omen, Kvarntorpshögen, Kumla kommun, 2003
- Nefertiti här och nu, Thorildsplans gymnasium, Stockholm, 2001
- Silverarken, Kongsberg, Norge, 2001
- Hägring, Vännäs, 1999
- En blå linje och ett hårstrå från prinsessan Tuvstarr, Högskolan i Jönköping, Jönköping, 1997
- Nu – Här, Göteborgs universitet, Göteborg, 1994
- Antika parafraser, Sobacken, Viskafors, tillsammans med elever, 1993
- Makten är en ful gubbe, Polishuset, Ljusdal, 1992
- Ohka – Baka, Högskolan i Skövde, 1991
- Iskrona, Askims ishall, Göteborg, 1990
- Kulvert, S:t Jörgens sjukhus, Göteborg, 1985
- Hisschakt, Spårvagnshallarna, Göteborg, 1984

## Bildgalleri

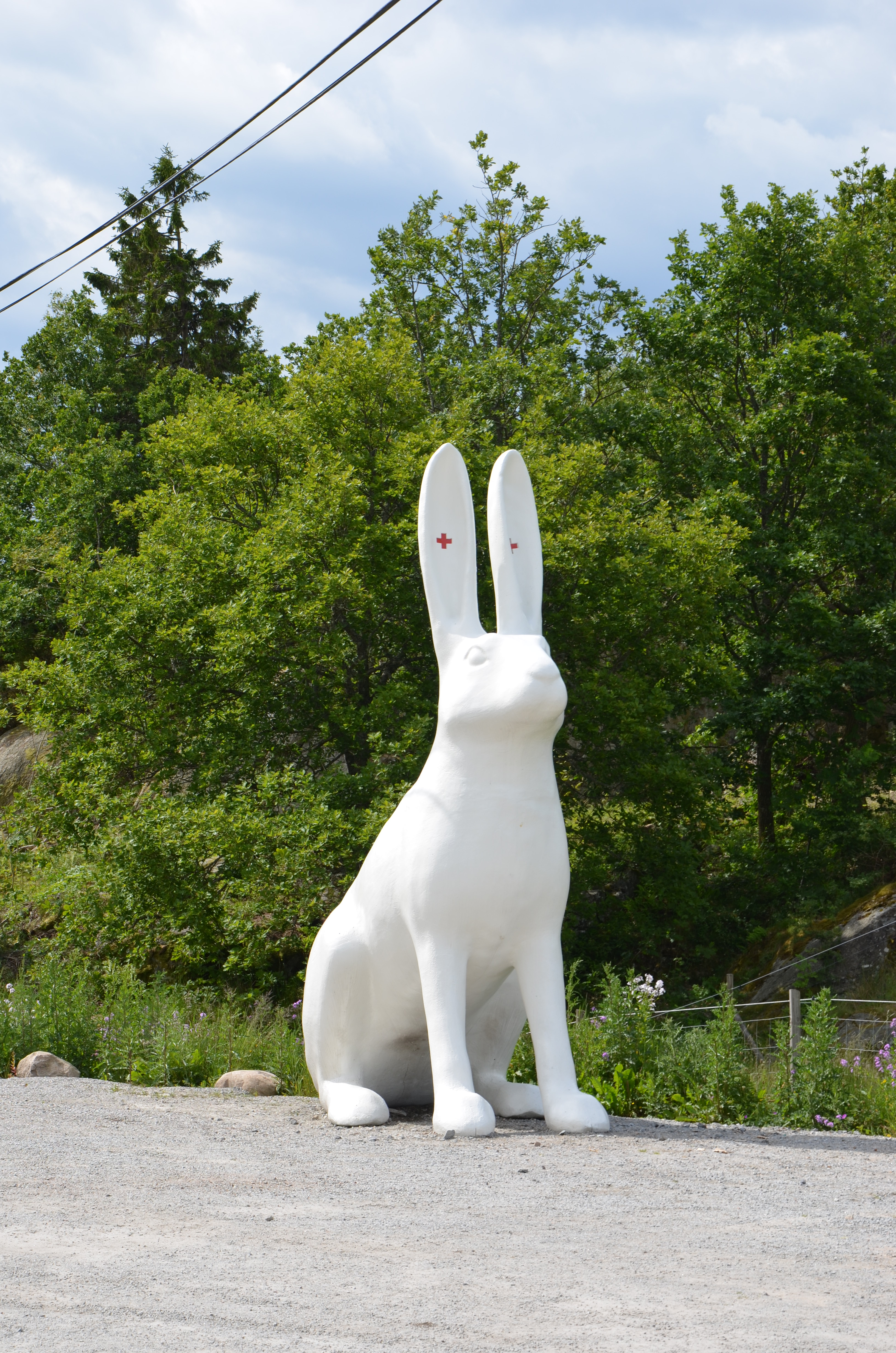
Giant Aid Rabbit, Pilane 2011-12.
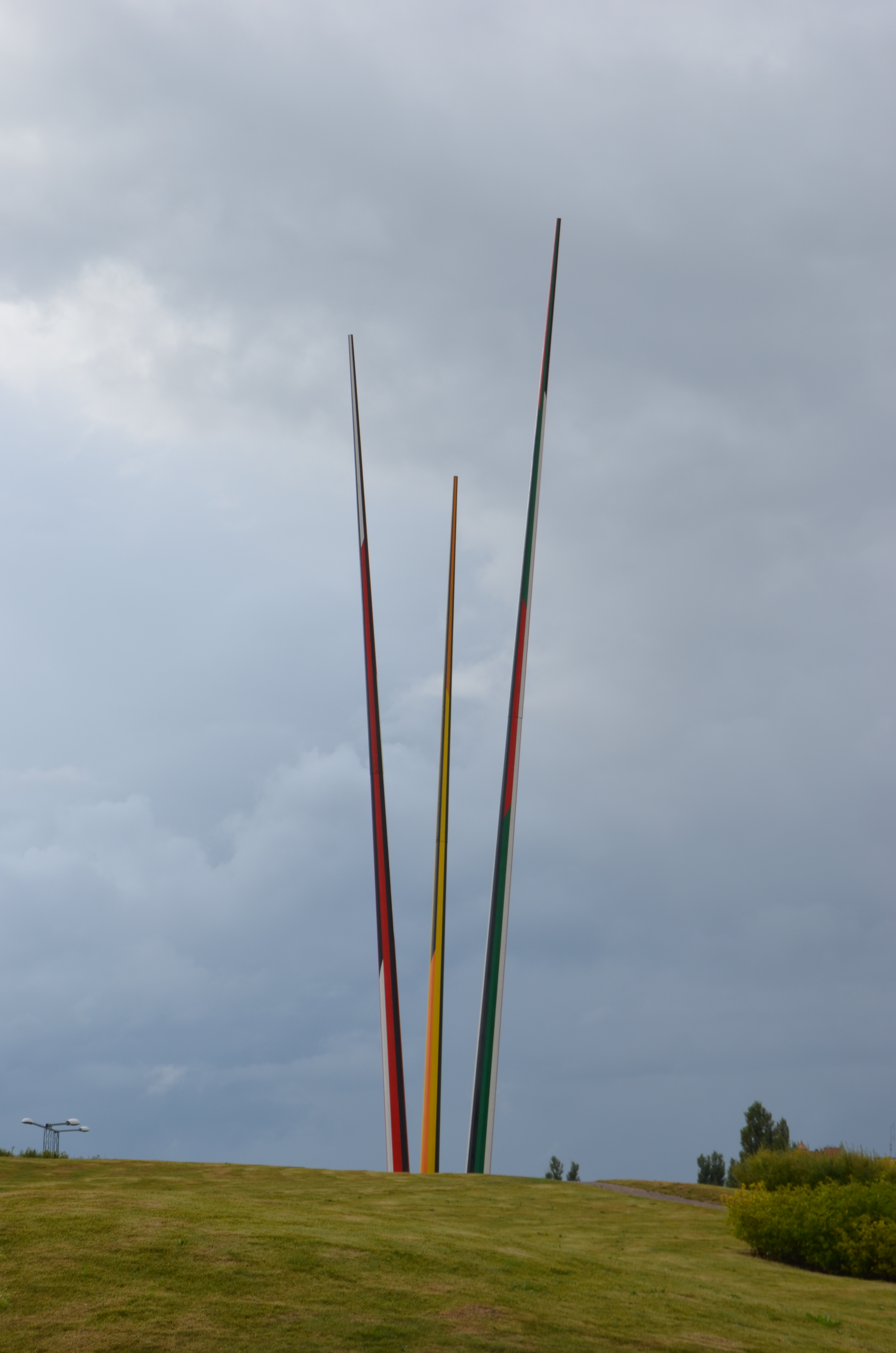
Signaler, Lönnebergaparken i Annedal, Stockholm.
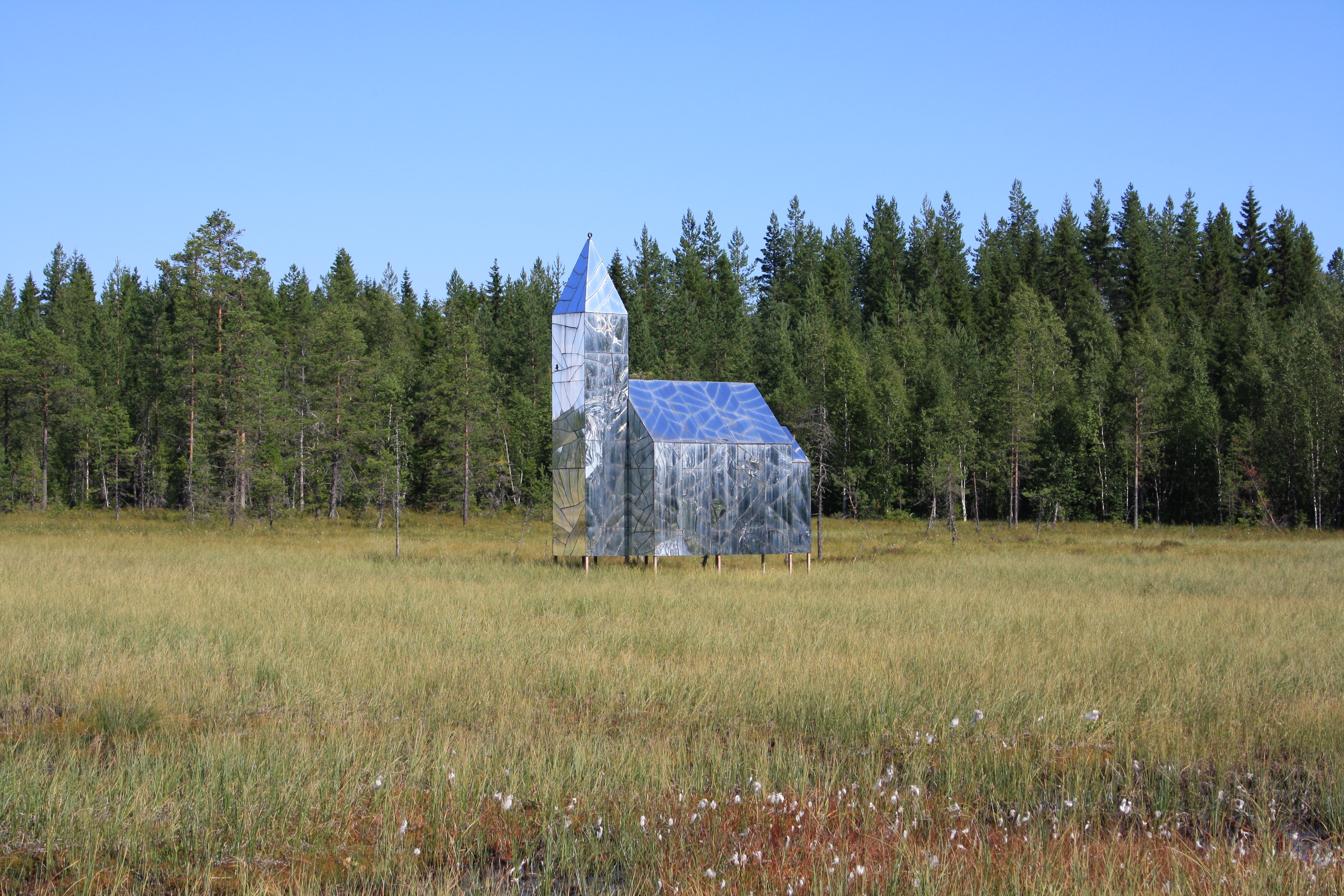
Hägring. Ingår i skulpturstråket Konstvägen sju älvar.
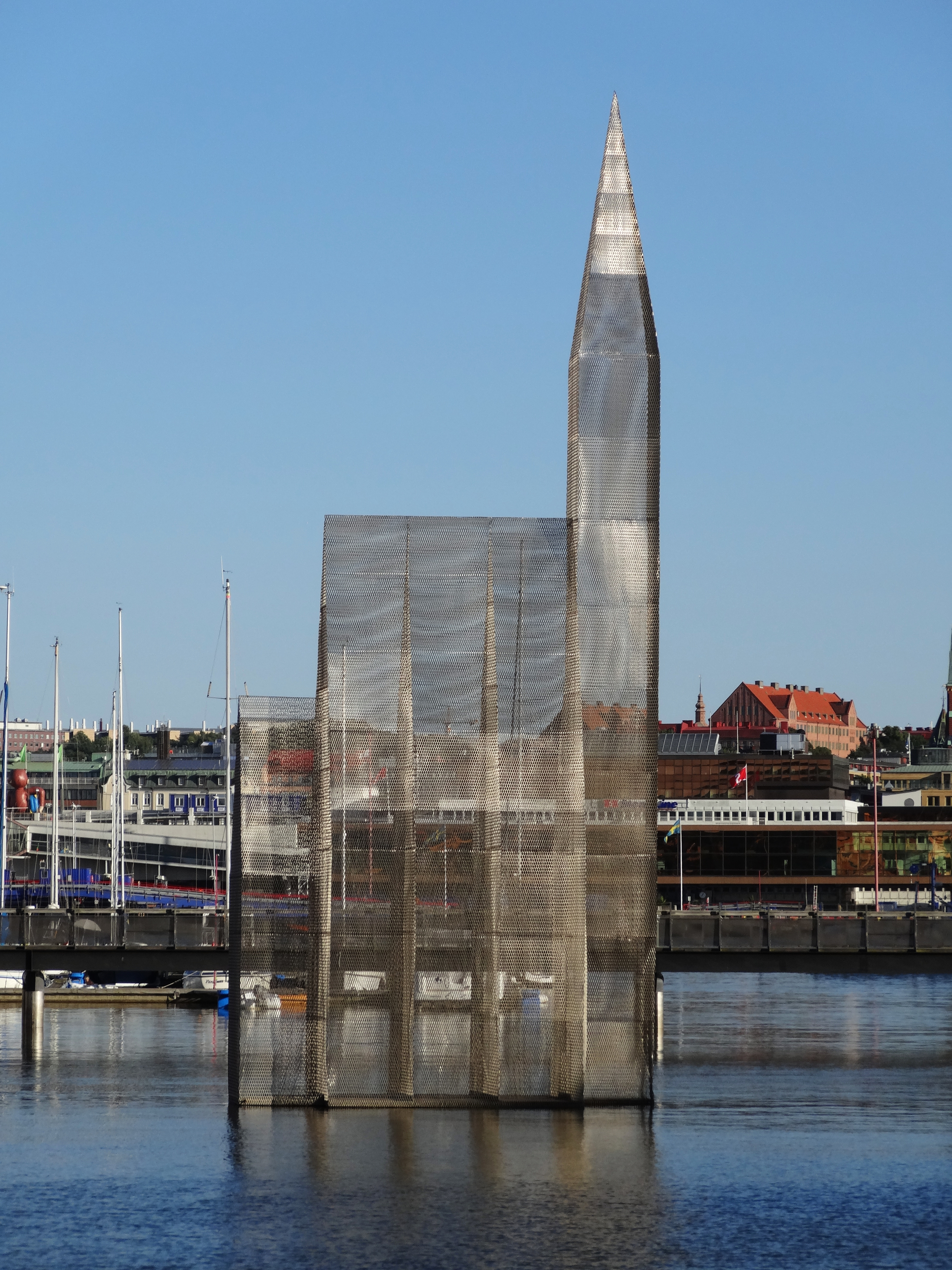
Tempel för tvivel och hopp i Lindholmen, Göteborg.